# Gai Atili Serrà (cònsol)
Gai Atili Serrà (llatí: Gaius Atilius Serranus) va ser un magistrat romà. Formava part de la gens Atília i era de la família dels Serrà.
Va ser elegit cònsol de Roma l'any 106 aC juntament amb Quint Servili Cepió. Ciceró el defineix com stultissimus homo, però així i tot va ser escollit cònsol amb preferència sobre Quint Catul. va ser un dels senadors que va agafar les armes contra Apuleu Saturní l'any 100 aC.